# Luis Antonio Bolín Bidwell
Luis Antonio Bolín Bidwell (Màlaga, 1894 - 3 de setembre de 1969) va ser un advocat, periodista i sindicalista espanyol, Cap del Sindicat Nacional d'Hostaleria i Similars, procurador en Corts durant les quatre primeres legislatura del període franquista (de 1942 a 1952). De 1952 a 1963 va ser conseller d'informació de l'ambaixada d'Espanya a Washington.

## Orígens
D'una família de la burgesia malaguenya d'origen estranger, sueca d'ascendència, que en aquells dies residien a Màlaga i dedicada al negoci marítim, el cultiu de la canya i l'exportació de vins dolços, va estudiar a les universitats de Granada i de Madrid, ampliant estudis a Londres. El seu oncle Manuel Bidwell y Hurtado, germà de la seva mare, llavors era bisbe auxiliar de Westminster.
Durant la Segona República Espanyola va ser agregat de premsa en l'ambaixada d'Espanya a Londres, corresponsal d'ABC i membre de la secretaria de la Societat de Nacions.

## Dragon Rapide
Al febrer de 1936 Bolín va tenir un paper important en el lloguer del Dragon Rapide que va traslladar el 18 de juliol de 1936 al general Francisco Franco des de les Illes Canàries a Tetuan via Casablanca, i com a recompensa, és nomenat capità honorífic de la Legió. El contractà per encàrrec de Juan Ignacio Luca de Tena, director d'ABC, junt amb Juan de la Cierva.
| «                       | ... El periodista madrileny Luis Antonio Bolín Bidwell, corresponsal del diari ABC a Londres i amic personal del director Juan Ignacio Luca de Tena, havia rebut d'aquest el mandat de contractar l'esmentat avió, explicant també amb els serveis del capità Cecil W.H. Bebb, que havia d'assumir la funció de pilot de l'aeronau. L'11 de juliol va partir de l'aeroport anglès de Croydon i a les tres hores i cambra aterrava en Bordeus. Després a Biarritz on va repostar combustible. De Biarritz a l'aeroport militar d'Espinho (Portugal) a uns 20 quilòmetres de Porto… | » |
| — Eduardo Palomar Baró. | |   |

## Guerra Civil
Als pocs dies del fallit cop d'estat del 18 de juliol, el 21 de juliol de 1936, Franco el va enviar a Roma, juntament amb el seu cap a l'ABC, Juan Ignacio Luca de Tena, com a emissari personal a Mussolini, per demanar-li el seu suport.
Durant la Guerra Civil Espanyola va ser adscrit a l'Oficina de Premsa i Propaganda de les forces nacionals a Salamanca, i l'encarregat de relacions amb els corresponsals estrangers, fins al seu cessament al maig de 1937. Va autoritzar una entrevista al General Franco realitzada per un periodista francès que acompanyava el càmera René Brut, en la seva presència i al pati del Palau de los Golfines de Arriba a la ciutat de Càceres. Així mateix, aconsegueix una entrevista per al periodista-espia Arthur Koestler, del News Chronicle, amb Queipo de Llano a Radio Sevilla.
La seva família va ser perseguida en Màlaga, refugiant-se al domicili de sir Peter Chalmers-Mitchell, el cònsol britànic en funcions, casa on poc més tard Bolín arrestaria a Koestler, i també en casa del cònsol de Mèxic, Porfirio Smerdou, casat amb Concha Altolaguirre Bolín, germana del poeta de la Generació del 27, Manuel Altolaguirre Bolín.
Tanmateix, la personalitat despòtica de Bolín, qui arribà a amenaçar de mort nombrosos corresponsals estrangers, fins i tot els que estaven adscrits a periòdics a favor de Franco, i també per la seva banda a negar el bombardeig de Guernica, va fer que el Marquès del Moral, el coordinador de la propaganda proFranco a Londres, fora a Salamanca personalment a recomanar a Franco el seu cessament.
Així mateix, malgrat haver acollit als seus familiars a la seva casa, Bolín pretenia arrestar Chalmers-Mitchell per la publicació d'una carta seva a The Times, «denunciant les atrocitats dels insurgents» i aquest, res més sortir d'Espanya, denuncià la detenció de Koestler causant una revolada a nivell internacional, amb William Randolph Hearst denunciant a l'arrest com una “violació inacceptable dels drets dels periodistes de desentelar la seva professió.” Finalment, després de la intervenció de nombrosos parlamentaris britànics, de H.G. Wells, de Winston Churchill davant el Foreign Office, del govern de França, la Lliga de Nacions, la Creu Roja i àdhuc el Vaticà, Koestler va ser lliurat a les autoritats britàniques, en un intercanvi de presoners amb l'esposa de l'aviador franquista Carlos Haya. el 14 de maig de 1937. Aquest mateix dia, Bolín és substituït per Pablo Merry de Val, i nomenat “enviat especial de la Delegació a Anglaterra, Països Escandinaus i Estats Units”, i després, Cap del Servei Nacional de Turisme.

## Franquisme

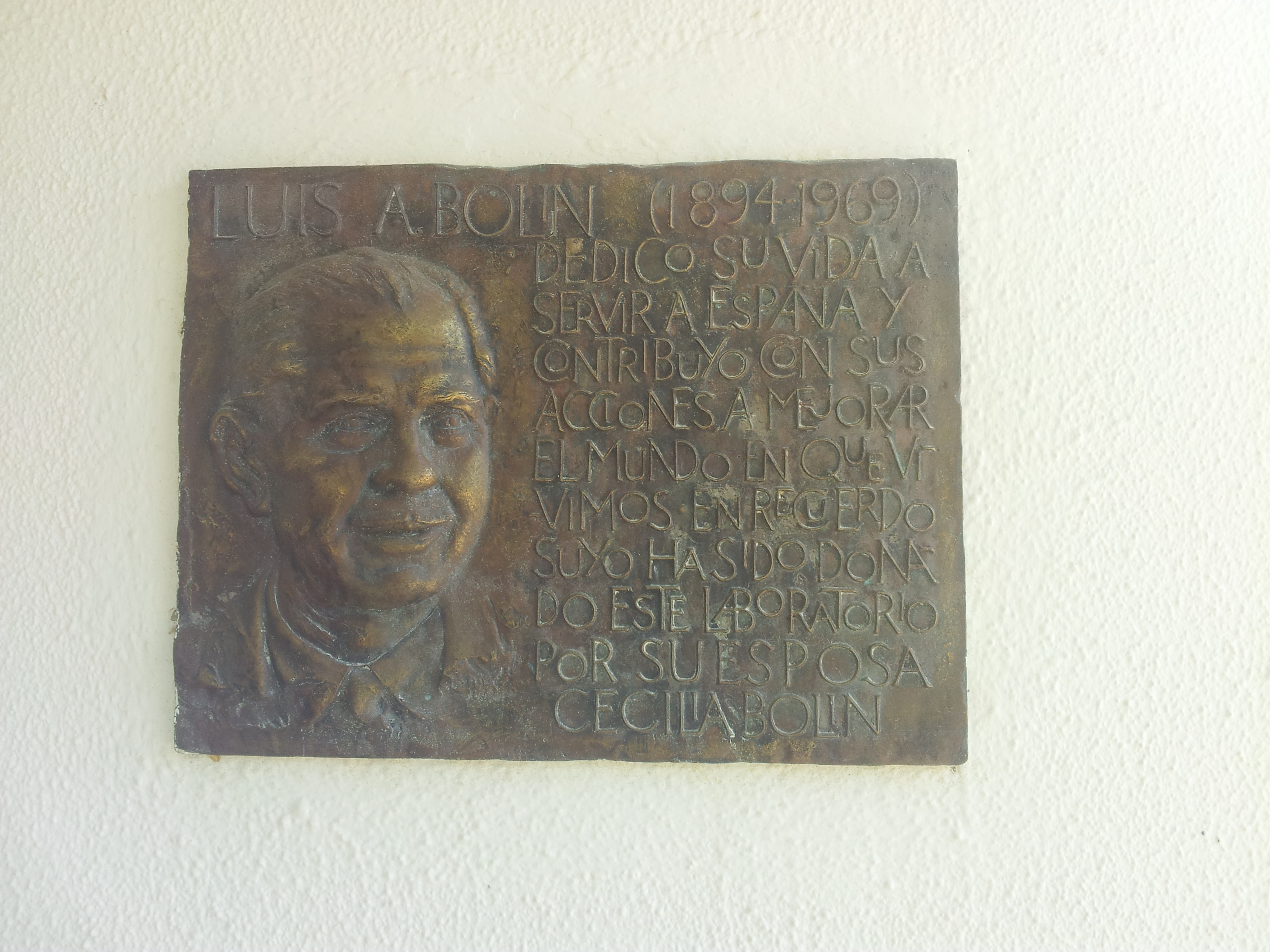
Placa d'homentage a Luis Antonio Bolín al laboratori del mateix nom a la Reserva Biològica de Doñana.

Amb la constitució del primer govern nacional, el 30 de gener de 1938, és nomenat Director General de Turisme, càrrec en el qual va romandre durant quinze anys.
Procurador en Corts en la I Legislatura de les Corts Espanyoles (1943-1946) en representació de l'Organització Sindical per la seva condició de Cap del Sindicat Nacional d'Hostaleria i Similars, cessa com a president del sindicat el 25 de febrer de 1953, sent substituït per Emilio Jiménez Millas.

## Publicacions
- España, los años vitales, 1967, testimoni sobre els primers dies de la guerra civil.